# Paula Lehtinen
Paula Lehtinen (7 gennaio 1985) è un'ex giocatrice di football americano finlandese, che ha giocato come wide receiver.

## Palmarès
- 1 Europeo (2015)
- 6 Naisten Vaahteraliiga (Helsinki Lady Demons, 2008, 2009, 2010, 2014, 2015; Helsinki Roosters, 2011)